# شلسینگر ۱۷۷۰
سیارک ۱۷۷۰ (به انگلیسی: 1770 Schlesinger، نامگذاری:1967JR) هزار و هفتصد و هفتادمین سیارک کشف شده‌است که در ۱۰ مه ۱۹۶۷ کشف شد.
قدر مطلق سیارک برابر ۱۲٫۲۰ است.